# Универзитет Технологије, Сиднеј
Универзитет Технологије, Сиднеј (УТС) (енгл. University of Technology, Sydney), основан 1988. године, је универзитет у Аустралији.